# Marie Čacká
Marie Čacká (9. března 1811 Praha – 18. března 1882 Praha), vlastním jménem Františka Bohunka Pichlová, rozená Svobodová, byla česká spisovatelka. Od 30. let 19. století otiskovala v časopisech básně, které si pro jednoduchost a blízkost k lidové poezii získaly popularitu a byly zařazovány do zpěvníků a besedníků (sbírek básní k recitaci). Překládala z němčiny a francouzštiny. Manžel Josef Bojislav Pichl (1813–1888) byl lékař, novinář a spisovatel.

## Život
Byla dcerou středoškolského profesora a obrozeneckého spisovatele Františka Svobody. Rodinná výchova ji přivedla do vlasteneckých kruhů. Společně s dalšími národně uvědomělými ženami se účastnila kulturních a společenských akcí, které organizovali především Karel Slavoj Amerling a Bohuslava Rajská, pozdější manželka F. L. Čelakovského. V té době začala uveřejňovat v časopisech básně, které si rychle získaly popularitu. Posílala je do redakcí pod pseudonymem (Marie Čacká) z různých měst (např. Praha, Pardubice nebo Lázně Bohdaneč). Její pravá totožnost nebyla známá. Když se v roce 1844 na určitou dobu odmlčela, napsal jí Václav Bolemír Nebeský v Květech nekrolog a lidé ji oplakávali. Roku 1845 se provdala za Josefa Bojislava Pichla, lékaře a vlasteneckého novináře. Ten pak, několik týdnů po uveřejnění fámy o její smrti, zaslal redakci Květů dopis, že je Marie Čacká pozdravuje a je zdráva. Kým je ve skutečnosti, se ale veřejnost dověděla až roku 1858, po knižním vydání jejích básní.
Spoluzakládala českou dívčí školu v Praze a určitou dobu na ní působila.
V pozdějších letech, také ze zdravotních důvodů, se vzdala veřejné činnosti a soustředila se na péči o rodinu. Přátelé ji znali jako ušlechtilou, citlivou, vzdělanou paní. Zemřela po krátké nemoci na „ochrnutí plic“, pohřbena byla na Olšanských hřbitovech.

## Dílo
Básně publikovala v letech 1838 až 1856 v časopisech (Česká včela, Květy, Věnec, Lumír) a v „pomněnkách“, knížkách rozdávaných na besedách a plesech. Příkladem jsou Vesnické písně (Česká včela 1838) a Písně Marie Čacké (Lumír 1851). Získaly si oblibu prostotou, něžnou vroucností, jemností a vlastenectvím; projevovala v nich vřelý mateřský cit. V pozdějších letech byly zařazovány do výběrů básní vhodných k recitaci (besedníky, krasořečníky apod.). Některé byly zhudebněny.
Knižně vyšly Písně Marie Čacké (1857, s několika reedicemi).
Překládala také povídky z němčiny a francouzštiny, např.:
- Lucie (1843), autor: Fanny Reybaud
- Povídky z francouzského lidu (1875), autor: Jean-Nicolas Bouilly